# Arend Langenberg
Arend Willem Langenberg (Amsterdam, 19 januari 1949 – aldaar, 30 december 2012) was een Nederlands radionieuwslezer en voice-over. 

## Loopbaan
Langenberg begon zijn carrière in november 1970 bij de zeezender Radio Veronica. Toen de zender op 31 augustus 1974 moest stoppen met uitzenden, vervolgde hij zijn carrière bij het Algemeen Nederlands Persbureau waarvoor hij het nieuws op de publieke zenders voorlas. Hierna maakte hij een overstap naar het NOB om hoofd fonotheek te worden. In het weekend verzorgde hij het nieuws op Radio 538 en Sky Radio. Een tijd later pakte hij het nieuwslezen weer fanatiek op en kwam hij bij Sky Radio aan het hoofd van de nieuwsdienst te staan. Op Classic FM was hij in deze periode naast nieuwslezer ook als presentator te horen. In 2003 tekende hij een exclusiviteitscontract met Sky Radio, waardoor hij niet meer voor Radio 538 mocht werken. Later kwamen hier ook werkzaamheden voor het in handen van Sky Radio Ltd. zijnde station Radio Veronica bij. 
Naast radiowerkzaamheden verleende Langenberg zijn stem aan diverse andere programma's en reclamespots, waaronder het programma Peter R. de Vries, misdaadverslaggever. In 2009 werkte hij mee als de bekende nieuwslezer in de bioscoopfilm Sinterklaas en de Verdwenen Pakjesboot van regisseur Martijn van Nellestijn.

## Persoonlijk
In 2008 werd bekend dat Langenberg leed aan kanker. Na behandeling hervatte hij zijn werkzaamheden. In 2012 kwam de ziekte terug en op 30 december van dat jaar overleed hij. Hij werd begraven op begraafplaats Westerveld te Driehuis.

## Trivia
- In 2001 won Langenberg de Marconi Award in de categorie 'Beste stem'.'
- In 2002 was hij te gast bij Dit was het nieuws.
- In 2006 reikte hij het Gouden Radio-oortje voor beste radio-evenement uit.
- In 2007 deed Arend Langenberg mee met Sterren dansen op het ijs.
- In 2009 reikte Langenberg een Lifetime Achievement Award uit aan de 100-jarige Bull Verweij, oud-directeur van Radio Veronica.

- International Standard Name Identifier: 0000 0003 9682 1382
- Nederlandse Thesaurus van Auteursnamen: 071031693
- Virtual International Authority File: 291874174
- WorldCat: E39PBJfCrq6DQ6FXYrgpTqKWXd